# Freddy Piamonte
Pour les articles homonymes, voir Piamonte et Rodríguez.
Piamonte  Rodríguez est un nom espagnol. Le premier nom de famille, en général paternel, est Piamonte ; le second, en général maternel, souvent omis, est Rodríguez.
Freddy Orlando Piamonte Rodríguez, né le 4 juin 1982 à Aquitania (département de Boyacá), est un coureur cycliste colombien des années 1990 à 2010.

## Biographie
Freddy Piamonte remporte la Vuelta del Porvenir (es) (le Tour de Colombie pour les moins de 18 ans) en 2000, un an après avoir terminé deuxième.
En 2007, il intègre la formation de Raúl Mesa dans laquelle il effectuera sept saisons. C'est durant cette période de sa carrière cycliste qu'il remporte la grande majorité de ses succès et de ses accessits.

Ainsi en mars 2009, il s'impose pour la première fois dans une course à étapes du calendrier national colombien, la Clásica de Rionegro, une compétition disputée sur trois jours dans l'Oriente antioqueño (es), après avoir remporté la deuxième étape disputée en contre-la-montre individuel. Moins d'un mois plus tard, il monte sur le podium de la Clásica de Anapoima, à onze secondes de la victoire finale. Cependant il obtiendra une seconde victoire dans une course à étapes au mois de juillet. Il s'adjuge la Clásica de Girardot après avoir conclu victorieusement une échappée avec Walter Pedraza, dans la deuxième étape.
En 2010, il s'impose dans la seule épreuve par étapes qu'il remporte en-dehors de la Colombie. En effet, fin novembre, il remporte au Panama, la Vuelta a Chiriquí, avec en sus le trophée du meilleur grimpeur. Après avoir remporté la deuxième étape, il récupère la tête du classement à la suite du contre-la-montre individuel de la neuvième étape.  

## Palmarès
- 1999
  - 6e étape de la Vuelta del Porvenir[2]
  - 2e de la Vuelta del Porvenir[2]
- 2000
  - Vuelta del Porvenir
    - Classement général
    - dernière étape[1]
- 2003
  - 1re étape de la Vuelta a Boyacá
- 2007
  - 2e de la Doble Sucre Potosi GP Cemento Fancesa
  - 3e de la Clásica de Anapoima
- 2009
  - Clásica de Rionegro
    - Classement général
    - 2e étape

  - Clásica de Girardot
    - Classement général
    - 2e étape

  - 4e étape de la Vuelta a Boyacá[11]
  - 3e de la Clásica de Anapoima
- 2010
  - Vuelta a Chiriquí
    - Classement général
    - 2e étape
- 2011
  - 3e étape de la Vuelta al Valle[12]
  - 2e de la Clásica de Marinilla
- 2012
  - 3e étape du Tour du Guatemala[13]
  - 2e du Tour du Guatemala[14]
  - 3e de la Vuelta al Mundo Maya (es)

## Résultats sur les championnats

### Championnats du monde

#### Course en ligne Espoir
- Vérone 2004 : 66e au classement final[15].